# Bulletin d’Études Karaïtes
Bulletin d’Études Karaïtes – pismo poświęcono dziejom i kulturze Karaimów oraz religii karaimskiej.
Wydawany był od 1989 w Paryżu i wydawane w Leuven (Editions Peeters). Redaktorem naczelnym był Szymon Szyszman. Ukazały się trzy numery almanachu (w 1983, 1989 i 1993). Zamieszczane tam artykuły ukazywały się w językach francuskim, angielskim, niemieckim i włoskim. Publikowali w nim m.in. Józef Milik, Adrian Schenker, Guliano Tamani, Nikita A. Mešćerskij, Dominique Barthélemy, Zygmunt Abrahamowicz oraz sam Szyszman.